# 日本木葉鰈
日本木葉鰈為輻鰭魚綱鰈形目鰈亞目鰈科的其中一種，分布於西北太平洋日本海域，棲息深度40-143公尺，體長可達24公分，棲息在沙泥底質底層水域，生活習性不明。

## 扩展阅读
維基物種上的相關：日本木葉鰈